# Reiherschußinsel bei Lehmen
Die Reiherschussinsel bei Lehmen ist ein Naturschutzgebiet im Gebiet von Lehmen im Landkreis Mayen-Koblenz in Rheinland-Pfalz. Die etwa 500 Meter lange und maximal 60 Meter breite Flussinsel liegt in der Mosel südlich von Lehmen zwischen Niederfell und Oberfell. Sie ist weitgehend bewaldet und dient unter anderem dem Vogelschutz.